# Around the World in a Day
Around the World in a Day (en español: Alrededor del Mundo en un Día) es el séptimo álbum de estudio de Prince & The Revolution. Fue lanzado el 22 de abril de 1985 por Paisley Park Records y Warner Bros. Records.

## Colaboraciones
Además de sus colaboradores habituales en esta época, participan en el álbum Sheila E y las hermanas de Wendy & Lisa (Jonathan y Susannah Melvoin y David Coleman).

## Lista de canciones
| N.º | Título                      | Escritor(es)                          | Duración |  |
| 1.  | «Around the World in a Day» | Prince, John L. Nelson, David Coleman | 3:28     |  |
| 2.  | «Paisley Park»              | Prince                                | 4:42     |  |
| 3.  | «Condition of the Heart»    | Prince                                | 6:48     |  |
| 4.  | «Raspberry Beret»           | Prince                                | 3:33     |  |
| 5.  | «Tamborine»                 | Prince                                | 2:47     |  |
| 6.  | «America»                   | Prince & The Revolution               | 3:42     |  |
| 7.  | «Pop Life»                  | Prince                                | 3:43     |  |
| 8.  | «The Ladder»                | Prince, John L. Nelson                | 5:29     |  |
| 9.  | «Temptation»                | Prince                                | 8:18     |  |